# Charles Maitland, III conte di Lauderdale
Charles Maitland, III conte di Lauerdale (Lethington, 1620 – Haltoun House, 9 giugno 1691), è stato un politico e nobile scozzese.

## Biografia
Figlio secondogenito di John Maitland, I conte di Lauderdale (m. 1645), Charles, a seguito della morte del suocero, Richard Lauder di Haltoun, nel novembre del 1675, adottò formalmente la designazione territoriale di questi divenendo noto come Charles Maitland di Haltoun.
Poco dopo la restaurazione di re Carlo II (4 dicembre 1660), Charles Maitland venne creato capitano generale della zecca a vita, e nominato Privy Counsellor il 15 giugno 1661. Venne eletto commissario per l'Edinburghshire e Lord of the Articles in parlamento nel 1669. Il 1 (o l'8) giugno 1670 venne ammesso come Ordinary Lord e Senatore del College of Justice col titolo di Lord Haltoun. Nel febbraio del 1671, succedette a sir William Bellenden come Treasurer-Depute, e poco dopo, a seguito della contesa tra John Maitland, I duca di Lauderdale ed il conte di Tweeddale, divenne il principale assistente di suo fratello nella gestione degli affari scozzesi.
Con una charter of novodamus del 1676, poi rettificata dal Parlamento scozzese, re Carlo II concesse a Charles Maitland, lord Haltoun, "l'incarico di portare le Nostre insegne nel regno di Scozia"..
In un documento presentato dal duca di Hamilton a re Carlo II nel 1679, egli descrisse lord Haulton come "prepotente e insolente all'estremo". Con la caduta del duca di Lauderdale, i nemici di lord Haltoun iniziarono ad attaccarlo direttamente. Nel luglio del 1681, accusato dal parlamento di spergiuro, ma il procedimento venne fermato per aggiornamento del parlamento. Nel novembre di quello stesso anno, il re lo privò dell'incarico di presiedere il Consiglio in assenza del Lord Cancelliere e del Lord Privy Seal, ma nel contempo si procedette a indagini sull'amministrazione del tesoro statale.
Nel giugno del 1682, una commissione, perlopiù composta da suoi nemici, venne nominata ad investigare le attività della zecca di stato sotto la presidenza di lord Haltoun e sulla base del suo rapporto, questi venne privato del suo incarico ed il Lord Advocate venne incaricato di procedere contro di lui sia civilmente che penalmente. Il caso venne condotto sino alla Court of Session, la quale, il 20 marzo 1683, multò sir John Falconer e lui della somma di 72.000 sterline, una somma considerevole per l'epoca. Il re mitigò la pena a sole 20.000 sterline ed ordinò che 16.000 fossero pagate al Lord Cancelliere e 4000 ai Graham di Claverhouse, i quali avevano avuto già in precedenza delle dispute con lui e che ottennero da questi anche alcune terre e possedimenti.
Lord Haltoun succedette a suo fratello come conte di Lauderdale nel 1683, e venne riammesso al Privy Counsellor l'11 marzo 1686.

## Matrimonio e figli
Charles Maitland sposò, il 18 novembre 1652, Elizabeth, figlia minore di Richard Lauder di Haltoun, Sheriff Principal di Edimburgo, proprietario di Haltoun House e terre annesse, come pure di estese proprietà a Lauder, le quali passarono per intero ai Maitlands col suo matrimonio come dote alla figlia dell'ultimo proprietario di Haltoun, Elizabeth. Tramite un lungo documento noto come The Great Seal of Scotland, confermato a Whitehall, Londra, il 4 dicembre 1660, Charles Maitland ed i suoi eredi maschi nati da questo matrimonio avrebbero "preso il nome di Lauder e portato le armi dei Lauder di Haltoun", pratica che venne mantenuta in accordo col fatto che John Maitland, figlio secondogenito di Charles, ricevette anche una baronettìa in Nuova Scozia come sir John Lauder.
Il III conte di Lauderdale ebbe sei figli maschi e due femmine, il primogenito dei quali fu Richard Maitland, IV conte di Lauderdale. Delle sue figlie, Isabel sposò John, VIII lord Elphinstone, e Mary sposò Charles Carnegie, IV conte di Southesk.